# Alan de Belin
Alan de Belin (15 de abril de 1954-22 de agosto de 1986) fue un deportista australiano que compitió en remo. Ganó una medalla de bronce en el Campeonato Mundial de Remo de 1977, en la prueba de ocho con timonel ligero.

## Palmarés internacional
| Campeonato Mundial | Campeonato Mundial       | Campeonato Mundial | Campeonato Mundial      |
| Año                | Lugar                    | Medalla            | Prueba                  |
| ------------------ | ------------------------ | ------------------ | ----------------------- |
| 1977               | Ámsterdam (Países Bajos) | Medalla de bronce  | Ocho con timonel ligero |